# Distretto di Metarica
Il distretto di Metarica è un distretto del Mozambico, facente parte della Provincia di Niassa.